# Eichhornia

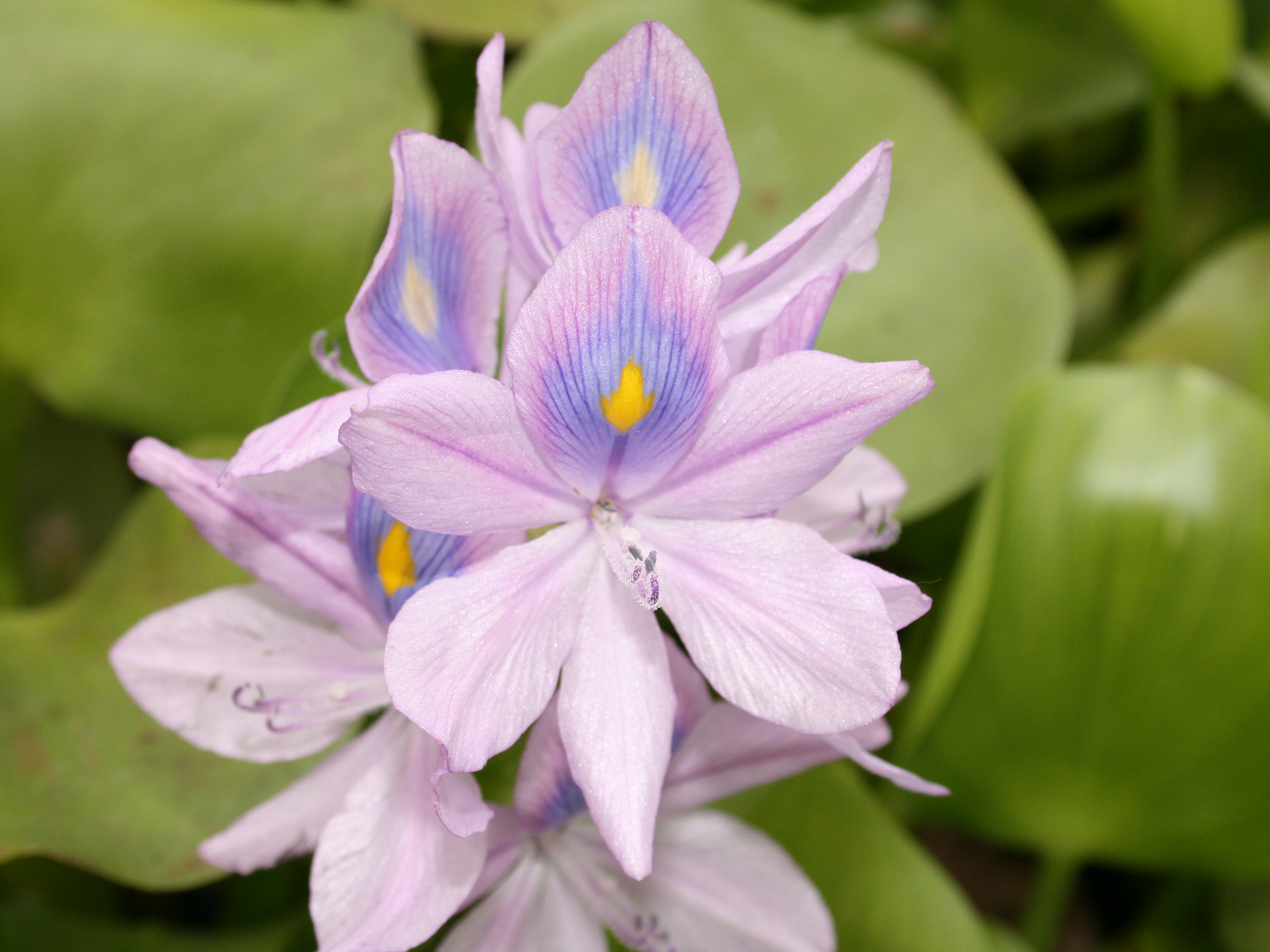
Inflorescência de Eichhornia crassipes, o jacinto-de-água-comum.

Eichhornia, vulgarmente conhecido em Portugal e Angola como jacinto-de-água e, no Brasil, como aguapé, mururé, orelha-de-veado, pavoá, rainha-do-lago, baronesa, uape, uapê ou gigoga, é um género botânico originário e natural Bacia Amazónica, na América do Sul e nos rios do pantanal. Pertence à família Pontederiaceae. É considerada uma das piores espécies invasoras. Na Europa, ela está em Portugal, Itália e Espanha. Em Portugal, esta espécie foi registada pela primeira vez em 1939 e prolifera no centro do país e, na Espanha, está presente na bacia do Guadiana.

## Etimologia
"Jacinto d'água" é uma referência ao jacinto, uma flor terrestre de aspecto semelhante. "Aguapé" provém do tupi awa'pé. "Mururé" provém do tupi muru'ré. "Orelha-de-veado" é uma referência ao formato da folha da planta. "Uape" e "uapé" são oriundos do tupi wa'pé. Em muitos estados do Brasil, é também conhecida como baronesa ou "patinho".

## Descrição
São plantas aquáticas flutuantes e rizomatosas que têm preferência por rios de fluxo lento ou lagoas de água doce. Reproduzem-se rapidamente por meios vegetativos, mas também produzem frutos e sementes em abundância. Possuem grande capacidade de tolerância e absorção de poluentes como, por exemplo, águas contaminadas por esgoto e rejeitos industriais, incluindo metais pesados. Atualmente estuda-se sua utilização na despoluição de lagos e rios com águas poluídas.

## Disseminação
É uma planta infestante de sistemas fluviais e lagunares urbanos. É, por isso, considerada uma planta daninha e aparece frequentemente em canais de irrigação, represas, rios e lagoas.
Nos rios da Amazônia, é comida por peixes e mamíferos aquáticos herbívoros. Na ausência destes animais, e em corpos de água eutrofizados, reproduz-se com muita facilidade, entupindo-os rapidamente.
A sua introdução nos sistemas de água das cidades brasileiras deve-se justamente a sua característica de absorver e acumular poluentes, "filtrando" a água. Porém, quando em abundância, impede a proliferação de algas responsáveis pela oxigenação da água, causando a morte dos organismos aquáticos.[carece de fontes?]

## Espécies
Existem sete espécies, sendo a mais conhecida a Eichhornia crassipes (Martius) Solms-Laubach, o jacinto-de-água-comum, popularmente conhecida em alguns locais do Brasil por gigoga. Outras espécies conhecidas são as E. azurea (jacinto-de-água-ancorado), E. diversifolia (jacinto-de-água-de-folha-variável) e a E. paniculata (jacinto-de-água-brasileiro).

## Usos
É cultivada como planta ornamental por apresentar repetidas florações exuberantes e coloridas o ano inteiro.